# Austin Challenger 2004
L'Austin Challenger 2004 è stato un torneo di tennis facente parte della categoria ATP Challenger Series nell'ambito dell'ATP Challenger Series 2004. Il torneo si è giocato a Austin negli Stati Uniti dal 4 al 10 ottobre 2004 su campi in cemento.

## Vincitori

### Singolare
Robert Kendrick ha battuto in finale  Wesley Whitehouse con il punteggio di 7–5, 6(2)–7, 6–2

### Doppio
André Sá /  Bruno Soares hanno battuto in finale  Robert Kendrick /  Brian Vahaly con il punteggio di 6–3, 6–1